# Jonaszówka

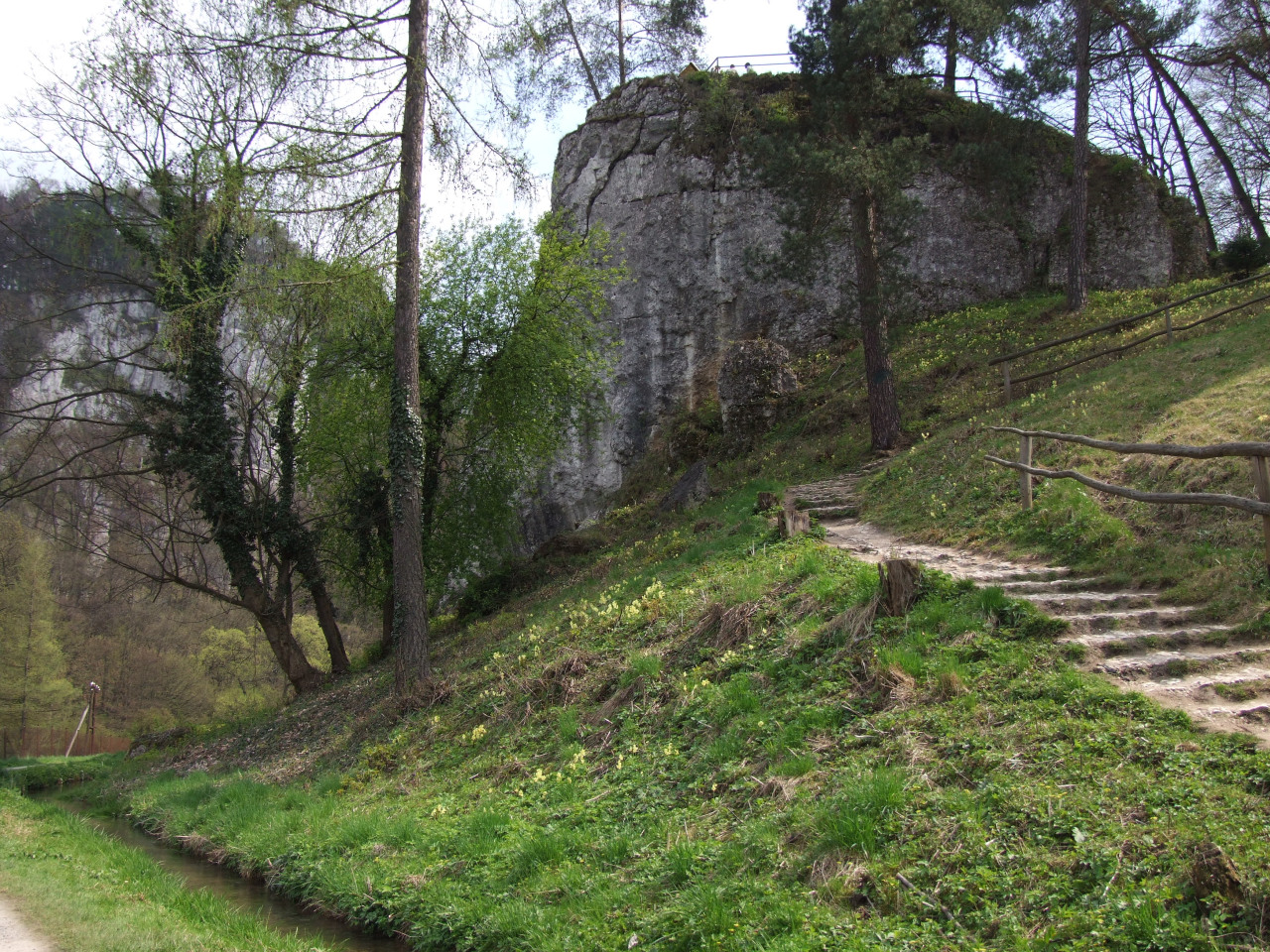
Jonaszówka i prowadząca na nią ścieżka

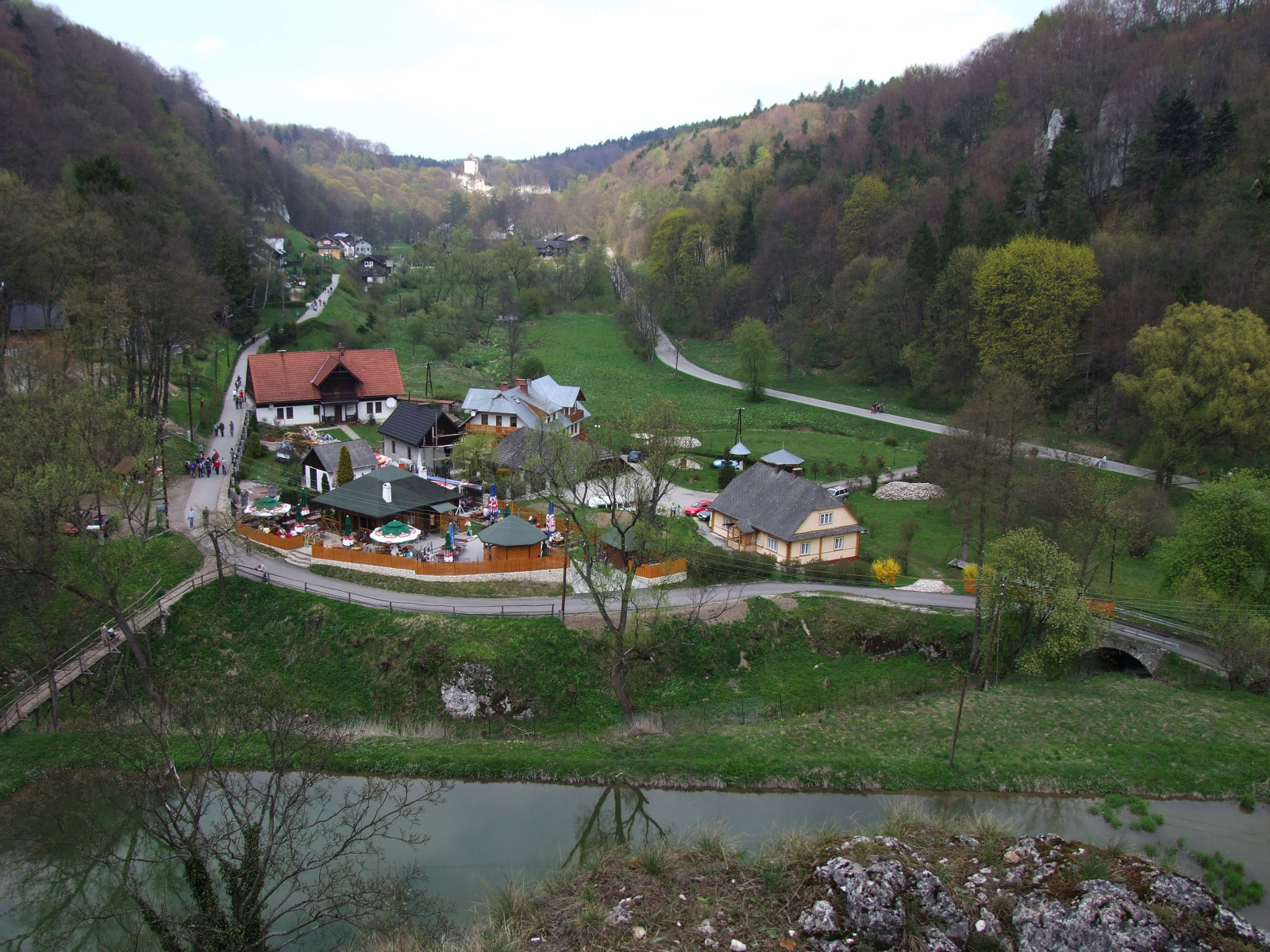
Widok z Jonaszówki na Dolinę Prądnika

Jonaszówka, nazywana też Grubym Jankiem – skała  na orograficznie prawym zboczu Doliny Prądnika na obszarze Ojcowskiego Parku Narodowego. Znajduje się u podnóży Chełmowej Góry w wylocie bocznej Doliny Sąspowskiej. Wraz ze znajdującą się po drugiej stronie tej doliny skałą Plażówki tworzy bramę skalną, słabo jednak rozpoznawalną, gdyż wylot Doliny Sąspowskiej jest dość szeroki. U podnóża Jonaszówki znajdują się stawy z hodowlą pstrąga tęczowego.
Jonaszówka ma ok. 20 m wysokości, na jej szczycie znajdowało się dawniej dno Doliny Sąspowskiej i Prądnika.  Górne, strome zbocza porasta rzadki gatunek rośliny – ostnica Jana. Skała znana jest przede wszystkim jako doskonały punkt widokowy. Z dna Doliny Prądnika prowadzi na jej szczyt ścieżka z poręczą.  Na szczycie Jonaszówki znajduje się płaska platforma widokowa zabezpieczona barierkami i tablica z panoramą widokową i jej opisem. Z platformy tej dobre widoki na Dolinę Prądnika, Sąspowską i Zamek w Ojcowie. Na przeciwległym, zalesionym i stromym zboczu Doliny Prądnika bieleją skały: Czyżówki, Figowe Skały, Ostrogi i Bystra.